# رضا أباد (قشلاق الجنوبي)
رضا أباد (بالفارسية: رضاآباد) هي منطقة سكنية تقع في إيران في قسم قشلاق الجنوبي الريفي (مقاطعة بيله سوار).